# 小早川警視正シリーズ
『小早川警視正シリーズ』（こばやかわけいしせい）は、2002年から2003年までテレビ東京・BSジャパン共同制作「女と愛とミステリー」で放送された刑事ドラマシリーズ。全2回。主演は辰巳琢郎。

## キャスト

### レギュラー
小早川雅彦
演 - 辰巳琢郎
警察庁広域捜査官。階級は警視正。
夏木香奈
演 - 国生さゆり
旅行評論家。梨香の姉。
夏木梨香
演 - 菊池麻衣子
添乗員。
伴内
演 - 矢崎滋
階級は警部。小早川の部下。

### ゲスト
第1作「京都羅生門殺人旅情」（2002年）
- 野村由美（クラブのママ・新門の愛人） - 大西結花
- 丸菱弓子（呉服商） - 永野路子
- 木村良人（新門の助手） - 西川弘志
- 新門寿久（カメラマン） - 望月太郎
- 近藤健（保坂の助手） - 宮川一朗太
- 木宮津久美（女優） - 滝沢涼子
- 保坂清一（大学教授） - 本田博太郎
- 保坂やよい（保坂の妻） - 山口果林
- 西丸夢子（近藤の婚約者） - 芳本美代子
- 宗方芳斎（古美術商） - 寺田農

第2作「函館五稜郭殺人旅情」（2003年）
- 大鳥弘美（大鳥の妻） - 渡辺典子
- 田渕一郎（軍艦「開陽丸」の研究をしている男） - 保積ぺぺ
- 尾乃木洋司（記憶喪失の男） - 緒形幹太
- 野本るり（宝石鑑定人） - 大竹一重
- 尾乃木澄江（洋司の母） - 今本洋子
- 尾乃木十吾（洋司の父） - 唐沢民賢
- 大鳥文雄（大鳥貴金属 社長・婿養子で旧姓は田淵・一朗の弟） - 鶴見辰吾
- 道元（函館南警察署 警部） - 市山貴章
- 三谷省三（函館南警察署 署長） - 荻島眞一
- 飯島恭子（漁師） - 高橋恵子

## スタッフ
- 原作 - 斎藤栄
- 脚本 - 白石マミ、岡田寧、水谷龍二
- 演出 - 岡田寧
- 統括プロデューサー - 佐々木彰 (TX)
- プロデューサー - 藤田裕一、久保田由美、菅沢正浩 (TX)
- 制作 - テレビ東京、BSジャパン

## 放送日程
| 話数 | 放送日        | サブタイトル       | 原作               | 脚本            | 演出   |
| ---- | ------------- | ------------------ | ------------------ | --------------- | ------ |
| 1    | 2002年5月15日 | 京都羅生門殺人旅情 | 「羅生門殺人旅情」 | 白石マミ 岡田寧 | 岡田寧 |
| 2    | 2003年5月07日 | 函館五稜郭殺人旅情 | 「五稜郭殺人旅情」 | 水谷龍二        | 岡田寧 |